# Central eléctrica La Grande-2-A
La La Grande-2-A es una central hidroeléctrica en el río La Grande que es parte del Proyecto de la bahía de James que tiene Hydro-Québec. La central puede generar 2.106 MW y fue encargado en 1991–1992. Junto con la vecina central eléctrica Robert-Bourassa, usa el sistema de embalse y presa del embalse Robert-Bourassa para generar electricidad.